# Nero Wolfe
Nero Wolfe er en fiktiv detektiv skabt af den amerikanske forfatter Rex Stout, som havde sin debut i 1934. Wolfes private assistent Archie Goodwin nedskrev den geniale detektivs sager i 33 romaner og 39 noveller fra 1930'erne til 1970'erne, hvoraf de fleste foregår i New York. Nero Wolfe serien blev nomineret til bedste krimiserie i århundredet af Bouchercon 2000, verdens største krimi konvention, og Rex Stout blev nomineret som bedste krimiforfatter i århundredet.
En del af Nero Wolfe bøgerne er udkommet i dansk oversættelse, men seneste udgave af en af hans bøger stammer fra 1997, så selv om bøgerne er i absolut verdensklasse, er de efterhånden meget svære at opdrive på dansk.

## Titelperson
| „ | Jeg foreslår at begynde med biografiske skitser af hver af os, og her er min. Jeg blev født i Montenegro og tilbragte mine drengedage der. I en alder af 16 besluttede jeg at flytte omkring og i 14 stiftede jeg bekendtskab med det meste af Europa, en smule af Afrika og en stor del af Asien i forskellige roller og aktiviteter. Da jeg kom her til landet var jeg ikke uden midler. Jeg købte dette hus og slog mig ned som praktiserende privatdetektiv. Jeg er amerikansk statsborger. | “ |
|   | — Nero Wolfe taler til de mistænkte i "Fourth of July Picnic" (1957) |   |

Nero Wolfe bøgerne foregår i samtiden og viser et landskab og samfund i forandring. Hovedpersonerne i bøgerne ældes ikke. Selv om det ikke direkte siges i bøgerne er Nero Wolfe i følge Rex Stout selv 56 år gammel.
"Disse historier har ignoreret tiden i 39 år", sagde Stout til sin autoriserede biograf John McAleer. "Enhver læser, som ikke kan eller ikke vil gøre det samme bør undlade at læse dem. Jeg undlod at gøre personerne ældre, fordi jeg ikke ville. Det ville have gjort det vanskeligt og ville have flyttet fokus til personerne i stedet for historierne."
Wolfe beskrives ofte af Archie Goodwin, historiernes fortæller, som vejende "en syvendedel ton", ca. 286 pounds eller 130 kg. Da den første bog udkom i 1934 var det meningen, at det skulle antyde en usædvanlig overvægt, især ved brugen af ordet ton som måleenhed. Selv om han er i stand til at bevæge sig normalt forsøger Wolfe at fastholde en politik om aldrig at forlade sit hus af forretningsmæssige årsager og sjældent i det hele taget.

### Oprindelse
Med en enkelt undtagelse angiver bøgerne at Nero Wolfe blev født i Montenegro. I det første kapital af Over My Dead Body (1939), fortæller Wolfe en FBI agent at han var født i De Forenede Stater – en udtalelse, som strider mod alle andre referencer. Stout afslørede årsagen til denne afvigelse i et brev som hans autoriserede biograf, John McAleer fik fat i: I det originale udkast til Over My Dead Body var Nero montenegriner af fødsel, og det passede sammen med alle tidligere hints om hans baggrund, men kraftige protester fra The American Magazine, understøttet af Farrar & Rinehart, betød at hans vugge blev flyttet 8.000 km."
"Jeg fik ideen til at gøre Wolfe en montenegriner fra Louis Adamic," fortalte Stout McAleer. Alt hvad Stout vidste om montenegrinere læste han i Adamics bog The Native's Return (1934), eller fra Adamic selv, oplyste McAleer.
"Adamic beskriver montenegrinerne som høje, myndige, værdige, højlige og gæstfrie" skrev McAleer. "Han er tøvende overfor at arbejde og vant til at være isoleret fra kvinder. Han placerer kvinden i en underordnet rolle. Han er en romantisk idealist, har let ved at gå efter imponerende effekter og udtrykke sin fyrige natur. Han har en stærk familieloyalitet, er meget stolt og har ingen tålmodighed overfor tilbageholdenhed. Kærlighed til frihed er hans overvejende karaktertræk. Han er stædig, frygtløs, ukuelig, har store evner for selvfornægtelse og for at opretholde sine idealer. Han er fatalistisk overfor døden. Kort sagt havde Stout fundet en nationalitet som passede perfekt til ham."
Wolfe er tilbageholdende med oplysninger om sin ungdom, men åbenbart var han atletisk, sportstrænet og eventyrlysten. Inden 1. verdenskrig spionerede han for den østrig-ungarske stat, men skiftede mening da krigen begyndte. Han tilsluttede sig den serbisk-montenegrinske hær og kæmpede mod østrigerne og tyskerne. Efter en tid i Europa og Nordafrika kom han til USA.
I 1956 fremsatte John D. Clark den teori i Baker Street Journal at Wolfe var produktet af en affære mellem Sherlock Holmes og Irene Adler (en person i "Skandale i Bøhmen"). Clark foreslog, at de to havde haft en affære i Montenegro i 1892, og at Nero Wolfe var resultatet af denne forbindelse. Ideen blev senere taget op af William S. Baring-Gould, men der er ingen beviser for, at Rex Stout havde en sådan forbindelse i tankerne. Der er bestemt ingen omtale af det i nogen af historierne, selv om et billede af Sherlock Holmes hænger over Archie Goodwins skrivebord i Nero Wolfes kontor. Nogle kommentatorer, som bemærker både fysiske og psykologiske ligheder, foreslår, at Sherlocks bror Mycroft er en mere sandsynlig far til Wolfe. Der er også et pudsigt sammentræf: i navnene "Sherlock Holmes" og "Nero Wolfe" optræder der de samme vokaler og i samme rækkefølge. I 1957 kaldte Ellery Queen dette for "Den store O-E Teori" og foreslog, at den stammer fra faderen til alle krimier, Edgar Allan Poe.
Nogle Wold Newton teoretikere har foreslået, at den franske tyv Arsène Lupin var far til Nero Wolfe, og nævner at i en af hans historier har Lupin en affære med en dronning i et Balkanrige, som kan være Montenegro under et andet navn, og at Lupin minder om det franske ord for Wolf, loup. 

### Brunstenshuset
Nero Wolfe, som var dyre vaner, bor i et luksuriøst og komfortabelt brunstenshus på 35. gade i New Work. Huset har tre etager foruden en kælder med beboelse og et drivhus på taget samt en lille elevator som næsten udelukkende benyttes af Wolfe. Andre enestående ting omfatter en mekanisme, som ved hjælp af et ur regulerer temperaturen i Wolfes soveværelse, et alarmsystem som ringer i Archies værelse, hvis nogen nærmer sig Wolfes soveværelse og klimastyrede planterum på øverste etage. Som velkendt orkideavler har Wolfe 10.000 planter i sit drivhus og beskæftiger en stab på 3, som bor i huset og varetager hans behov.
I bøgerne gives der 10 forskellige adresser på 35. gade Vest:
- 506 i Over My Dead Body, kap. 12
- 618 i Too Many Clients, kap. 4
- 902 i Murder by the Book, kap. 7
- 909 i "Before I Die," kap. 10
- 914 i Too Many Women, kap. 24
- 918 i The Red Box, kap. 3
- 919 i The Silent Speaker, kap. 12
- 922 i The Silent Speaker, kap. 2
- 924 i "Man Alive," kap. 9
- 938 i Death of a Doxy, kap. 4[7][note 4]

"Pudsigt nok ville 900 blokken af West 35th Street ligge i Hudson floden" skrev Randy Cohen, som skabte et kort med de litterære stjerners hjem til The New York Times i 2005. "Det er en ikke-adresse, ejendomsparallellen ti de 555 telefonnumre man bruger i film." Cohen valgte 922 West 35th Street — den adresse som står printet på Archie's visitkort i The Silent Speaker — som Nero Wolfes adresse.
I sin bog fra 1983 foreslår Ken Darby, der skriver i skikkelse af Archie Goodwin, at: "Nero Wolfes brunstenshus lå rent faktisk på East 22nd Street i Gramercy Park distriktet ... Wolfe flyttede os blot til et andet sted, for at beholde sin særlige grad af privatliv. Så vidt jeg kan se, har der aldrig været brunstenshuse på West 35st Street."
Forfatteren Stout legede med at lave små "fejl" om detaljerne i historierne. Udover de forskellige adresser var der mindre unøjagtigheder fra tid til anden. Inspektør Cramers fornavn, som sjældent blev nævnt var oprindelig Fergus og blev senere ændret til Lionel. Wolfes advokat Nathaniel Parker hed også Henry Parker og Henry Barber. Den assisterende distriktsanklager hed enten Mandel eller Mandelbaum. De samme efternavne blev tildelt bipersonerne i forskellige historier: Jarrett, Jaret, Jarrell, Dykes, Annis, Avery, Bowen, Yerkes, Whipple m.fl.

### Mad
Sammen med læsning er nydelse af god mad hjørnestenen i Wolfes generelt afslappede tilværelse.
Han er både gourmand og gourmet og spiser med god appetit af Fritzs mad tre gange dagligt. Rogn fra stavsild er en særlig favorit, tilberedt på en række forskellige måder. Archie som nyder sin mad, men ikke har Wolfes smagsløg, klager på et tidspunkt over "Hvert forår bliver jeg så træt af rogn fra stavsild, at jeg ville ønske at fisk kunne finde på en anden metode. Hvaler har." Rogn fra stavsild er ofte forret efterfulgt af en anden af Wolfe favoritter – ristet eller grydestegt and. Archie klager også over, at der aldrig er hakket oksekød eller rugbrød på Wolfes bord, og han undslipper ind imellem for at spise bøf sandwiches på en nærliggende frokostrestaurent. Men i "Black Orchids" giver en ung kvinde Wolfe en lektion i kogekunst, da hun laver millionbøf. En anden modsigelse: i Plot It Yourself går Archie på en frokostrestaurent for at spise "stegt kylling, som min tante Margie plejede at lave den hjemme i Ohio," da Fritz ikke steger kylling. Men i The Golden Spiders laver Fritz stegt kylling til Wolfe, Archie, Saul, Orrie og Fred.
Wolfe udviser en vinelskers kendskab til vin og spiritus, men det fremgår ikke direkte, at han drikker nogen af delene. I And Be a Villain, udsender han en middagsinvitation, men beklager at han gør det med så kort varsel: "Der vil ikke være tid til at bordeauxvinen kan få den rette temperatur, men vi kan fjerne køligheden." I fortsættelsen siger Wolfe om en bestemt cognac: "Jeg håber, at dette ikke vil chokere Dem, men måden at gøre det på er at nippe til den med bidder af Fritzs æbletærte."
På hverdage serverer Fritz Wolfes morgenmad i Wolfes soveværelse. Archie spiser sin i køkkenet, men hvis Wolfe har instruktioner til Archie, beder han Fritz om at sende Archie ovenpå først. Vedrørende frokost og aftensmad er faste tidspunkter en del af Wolfes daglige rutine. I en tidlig historie fortæller Wolfe en gæst, at frokost serveres daglig kl. 13 og aftensmad kl. 20, selv om senere historier antyder at frokost kan være flyttet til 13.15 eller 13.30, i det mindste om fredagen. Frokost og aftensmad serveres i spisestuen. Hvis Archie har travlt på grund af hastende forretninger eller sociale forpligtelser, spiser han for sig selv i køkkenet, fordi Wolfe ikke kan udstå at se et måltid blive hastet igennem. Wolfe har også en regel, som nogle gange bøjes, men aldrig direkte overtrædes, om at der aldrig tales forretning ved bordet.
Wolfe ser meget af livet gennem en prisme af mad og spisning og går så langt som til på et vist tidspunkt at sige, at Voltaire "... var slet ikke en mand, da han ikke havde en gane og havde en udtørret mave." Han ved tilstrækkeligt om fin madlavning til at kunne holde et foredrag om amerikansk kogekunst for Les Quinze Maîtres (en gruppe på 15 af de bedste kokke i verden) i Too Many Cooks og spise sammen med de Ti for aristologi (en gruppe epikuræer) i "Poison à la Carte". Wolfe nyder imidlertid ikke at gå på restauranter (bortset fra Rustermans, som i en periode var ejet af Wolfes bedste ven, Marco Vukcic); i The Red Box (1937), siger Wolfe at "Jeg kender intet til restauranter, udover lede, jeg ville ikke spise i en, selv hvis Vatel var kokken."
Det lader til, at Wolfe har forstand på at begå sig i et køkken. I Too Many Cooks, fortæller han Jerome Berin, "Jeg tilbringer selv en del tid i køkkenet". I The Doorbell Rang tilbyder han at lave Yorkshire Buck for sine opdagere, og i "Immune to Murder", beder Udenrigsministeriet ham om at lave ørred Montbarry for en besøgende dignitar. I The Black Mountain opholder Wolfe og Archie sig kortvarigt i et tomt hus i Italien på vej til Montenegro. Wolfe laver en pastaret med Romano ost, som han fra "sine erindringer om lokale skikke" synes er et hul i jorden. Den tidlige historie "Bitter End" antyder det modsatte, at Wolfe ikke var i stand til selv at lave sine måltider, da Fritzs influenza i denne historie forårsager en krise i husholdningen og tvinger Wolfe til at nøjes med leverpaté på dåse til sin frokost.
Wolfes måltider indeholder i almindelighed en forret, er solid hovedret, en salat som serveres efter forretten (hvor salatdressingen laves ved bordet og bruges straks) samt en dessert og kaffe.

### Orkideer
Nero Wolfe, som generelt er kendt for en ufleksibel fastholdelse af sit personlige tidsskema, er mest stædig, når det drejer sig om hans rutine i planterummene på taget.
"Wolfe tilbringer fire timer om dagen med sine orkideer. Klienter må tilpasse sig til dette mønster", skrev Rex Stouts biograf John J. McAleer. "Rex bruger ikke tiden med orkideerne til at skjule et klistret plot. Ligesom en der skriver sonetter må udvise en vis disciplin er tiden med orkideerne en del af dem ramme, som han må arbejde indenfor. Orkideerne og orkiderummene er nogle gange i centrum i historierne. De er aldrig irrelevante. I 40 år har Wolfe kun sjældent forkortet en session med orkideerne."
"Det var et pragteksemplar, dette drivhus," skrev Dr. John H. Vandermeulen i februar 1985 nummeret af American Orchid Society Bulletin.
Man kom ind i det fra trapperne via en vestibule, der var tre store rum – et til cattleyaer, laeliaer, og hybrider, et til odontoglossummer, oncidiummer, miltoniaer og deres hybrider, og et tropisk rum (ifølge Fer-de-Lance). Det må have været noget af et syn med vinkeljerns hylder, som glimtede af sølvmaling og på betonbænke og hylder 10.000 potter med orkideer i glorværdig overvældende blomst.
"Hvis Wolfe havde en favorit orkide, ville det have været genus Phalaenopsis," skrev Robert M. Hamilton i sin, "The Orchidology of Nero Wolfe," som først blev trykt i The Gazette: Journal of the Wolfe Pack (Volume 1, Spring 1979). "Archie omtaler dem i 11 fortællinger, Phalaenopsis Aphrodite er omtalt i 7, mere end nogen anden art. Det kan have været Wolfes favorit." Wolfe plukkede personligt sin mest skattede Phalaenopsis Aphrodite og placerede den i den centrale dekoration ved middagen for de Ti for aristologi i "Poison a la Carte." I The Father Hunt, efter at Dorothy Sebor har givet den information, som opklarer sagen, siger Wolfe til Archie: "Vi må sende hende nogle buketter af Phalaenopsis Aphrodite. De har aldrig stået flottere." 
Wolfe sælger sjældent sine orkideer — men han forærer dem bort. Fire eller fem dusin bruges til at fremme undersøgelserne i Murder by the Book, og Wolfe nægter at lade Archie skrive dem på regningen til klienten. I The Final Deduction sendes der Laelia purpurata og Dendrobium chrysotoxum til Dr. Vollmer og hans assistent, som skjuler Wolfe og Archie, da de må flygte fra brunstenshuset for at undslippe politiet.

### Særheder
Wolfe har udtalte særheder, så vel som klare linjer om sin livsførelse, og deres lejlighedsvise overtrædelse giver krydderi på mange af historierne:
- Wolfe tillader ikke folk at bruge hans fornavn, og begrænser sine synlige reaktioner, som Archie beskriver det: "Han rystede på hovedet, og bevægede det en hel centimeter til højre og venstre, hvilket for ham var en voldsom negation."[19] Han er ikke begejstret for fjernsyn, men der kommer TV apparater i brunstenshuset i de senere historier. Archie noterer sig i Before Midnight, "Det var søndag aften, hvor han i særlig grad nød at slukke fjernsynet". Uanset Wolfes holdning til fjernsyn viste apparatet i Fritzs værelser i kælderen sig praktisk i The Doorbell Rang, hvor lyden var skruet op, for at forhindre eventuel aflytning.[20]
- I historierne insisteres der på, at Wolfe ikke beskæftiger sig med forretning udenfor sit hus, men rent faktisk blive den regel jævnligt overtrådt. Nogle gange skyldes det, at Wolfe og Archie er på et privat ærinde, når der indtræffer et mord, og de lokale myndigheder forlanger at de bliver i området (det gælder f.eks. i (Too Many Cooks, Some Buried Caesar, Too Many Detectives og Immune to Murder). I andre tilfælde er det sagen, som kræver at Wolfe forlader huset (In the Best Families, The Second Confession, The Doorbell Rang, Plot It Yourself, The Silent Speaker, Death of a Dude). Selv om lejlighedsvis begiver sig i bil ud i forstæderne til New York, hader han at rejse, og klynger sig til stadighed til stroppen, når Archie kører ham et sted hen. Som Archie siger i The Doorbell Rang, "(Wolfe) nærede mistro til enhver maskine som var mere kompliceret end en trillebør.[21][note 7]
- Wolfe fastholder et stramt program i sit hus. Efter morgenmaden, som han indtager i sit soveværelse mens han er iført en gul silkepyjamas, er han med Horstman i planterummene fra kl. 9 til 11. Frokost er i reglen kl. 13.15. Han vender tilbage til planterummene mellem kl. 16 og 18. Aftensmaden er i reglen kl. 19.15 eller 19.30 (selv om Wolfe i en af bøgerne fortæller en gæst at frokost serveres kl. 13 og aftensmad kl. 20). De resterende timer fra 11 til 13 og fra 14 til 16 samt efter aftensmaden er til rådighed for forretningsaffærer, eller til læsning, hvis der ikke er nogen presserende forretninger (efter Archies mening også selv om der er). Om søndagen er programmet mere afslappet.
- Wolfe drikker rigelige mængder af øl. Han starter om formiddagen når han vender tilbage til kontoret fra planterummene kl. 11 og stopper ikke før sengetid. Han samler omhyggeligt kapslerne i en skrivebordsskuffe, så han kan holde øje med sit forbrug. I den første bog Fer-de-Lance, angives hans forbrug til at være seks "quarts" (5,7 l), men han overvejede at skære det ned til fem.
- Wolfe har udtalt at "al musik er et levn fra barbariet".[22] Og i en frokostkonversation med Saul Panzer afviser Wolfe at musik kan have nogen form for intellektuelt indhold.[23]
- I løbet af historierne udviser Wolfe en udtalt, næsten patologisk, modvilje mod at være i selskab med kvinder. Selv om nogle læsere har set denne holdning som rent kvindehad, er der nogle detaljer i historierne, især de tidlige, som antyder at det har mere at gøre med et uheldigt møde med en femme fatale i fortiden. Det er ikke så meget kvinder i sig selv han hader, men det han opfatter som deres svagheder, især deres tendens til hysteri – som han mener at enhver kvinde er tilbøjelig til. I Cordially Invited to Meet Death beskrives Wolfes respekt for en kvinde som løser opgaven med at tilberede hakket kød – han tillader hende rent faktisk at stå "... nærmere ved sig end jeg nogensinde har set en kvinde eller pige blive tolereret, med sin hånd mellem hans arm og hans korpus..." og Death of a Doxy indeholder denne vignet: "'Jeg afviser deres invitation, Miss Jackson,' sagde han 'men jeg ønsker Dem alt godt. Jeg har på fornemmelse, at Deres vurdering af vore medskabninger og deres kvaliteter er noget lig mine egne.' Han rejste sig. Han står næsten aldrig op overfor besøgende, mænd eller kvinder. Og han gentog det rent faktisk. 'Jeg ønsker Dem alt godt, frue.'"[24]
- Det bemærkes tidligt i den første Wolfe roman, at der er en gong under Archies seng, som som ringer hvis der sker en indtrængen i eller nærved Wolfes eget soveværelse: "Wolfe fortalte mig en gang ... at det ikke var fordi han var en kryster, men han havde blot en intens afsky for at blive rørt af nogen ..."
- I næsten alle historierne løser Wolfe mysteriet ved at overveje de oplysninger, som han får fra Archie og andre, samt de svar han får på spørgsmål, som han selv stiller mistænkte. Wolfe overvejer med sine øjne lukket, lænet tilbage i sin stol, med dybt og roligt åndedrag mens han bevæger sine læber ind og ud. Archie siger, at under disse trancer reagerer Wolfe ikke på noget, som foregår omkring ham. Archie afbryder sjældent Wolfes tankeprocesser, stort set fordi, som han siger, det er det eneste tidspunkt hvor han kan være sikker på at Wolfe arbejder.

## Fortælleren
| „ | Født i Ohio. Gymnasium, temmelig god til geometri og football, eksamen med æren i behold men uden æresbevisninger. Gik på Universitet i to uger, besluttede at det var barnligt, kom til New York og fik et job med at bevogte en kaj, skød og dræbte to mænd og blev fyret, blev anbefalet til Nero Wolfe til en opgave han skulle have løst, gennemførte den og blev tilbudt fuldtids job hos Mr. Wolfe, tog det og har det fortsat. | “ |
|   | — Archie Goodwin taler til de mistænkte i "Fourth of July Picnic" (1957) |   |

Archie Goodwin er fortælleren i alle Nero Wolfe historierne og en central figur i dem. Han omtales nogle gangen i New Yorks aviser som "Nero Wolfes reporter". Ligesom Wolfe er Archie detektiv med licens og håndterer alle undersøgelser, som foregår udenfor Wolfes hus. Han håndterer også rutineopgaver såsom at sortere posten, tage diktat og tage telefonen. I den første roman Fer-de-Lance har Archie arbejdet for Wolfe i syv år og er blevet optrænet i Wolfe i hans foretrukne metoder for undersøgelse. Ligesom Wolfe har han udviklet en ekstraordinær hukommelse og han ordret citere samtaler som har varet i timer. Men hans måske mest brugbare egenskab er hans evne til at få tøvende personer til at møde op på Wolfe kontor og blive forhørt. Archie har sit eget soveværelse på etagen over Wolfes og bor og lever gratis i huset. Ved adskillige lejligheder pointerer han, at han ejer møblerne i sit soveværelse. Bortset fra morgenmaden, som kokken Fritz Brenner normalt serverer for ham i køkkenet, spiser Archie ved Wolfes bord og har lært en masse om haute cuisine ved at lytte til Wolfe og Fritz diskutere mad. Archie får af og til en cocktail, men ellers er mælk hans foretrukne drik. Archies oprindeligt skarpe kanter bliver filet af i løbet af årene, stort set lige som mange amerikanske normer ændrede sig. I den første Wolfe roman bruger Archie nedsættende vendinger om andre racer, hvorfor Wolfe irettesætter ham, men da A Right to Die blev udgivet i 1964, blev racistiske skældsord kun brugt af Stouts kriminelle eller som tegn på en mental brist. Mange opfatter Archie som historiernes egentlige hovedperson. Sammenlignet med Wolfe er Goodwin handlingens mand og kan begå sig på gaden. Hans fortællestil er luftig og levende. Nogle kommentatorer så dette som et bevidst forsøg fra Stout på at tilføre den hårde skole af detektiver, såsom Dashiell Hammetts Sam Spade, den samme belevenhed som Sherlock Holmes eller Agatha Christies Hercule Poirot.  Men der er ingen tvivl om, at Goodwin var en vigtig tilføjelse til krimigenren. Tidligere var der anvendt fortællere som Watson og Hastings, der var den store detektivs fortrolige, men i øvrigt mest bragte læseren på vildspor. Der havde aldrig været en så fuldt udviklet personlighed, der havde en så integreret rolle i plottet som Archie.

## Støttepersoner

### Husholdningen
- Fritz Brenner — usædvanlig talentfuld schweizisk[26] kok, som forbereder og serverer alle Wolfes måltider, undtagen dem som Wolfe undertiden indtager i Rusterman's Restaurant. Fritz fungerer også som husholdningens majordomo og butler.
- Theodore Horstmann — orkideekspert som hjælper Wolfe i plante rummene.

### Støverne
- Saul Panzer — 1. klasses privatdetektiv, som ofte hyres af Nero Wolfe enten til at hjælpe Archie Goodwin, eller til at udføre opgaver, som Wolfe foretrækker at Archie ikke kender til.
- Fred Durkin — Detektiv som ofte hyres til simple opgaver, såsom overvågning.
- Orrie Cather — køn, præsentabel detektiv som synes at han ville passe fint ved Archies skrivebord.

### Ordenshåndhæverne
- Inspector Cramer — lederen af drabsafdelingen på Manhattan. I nogle af historierne antydes det at hans arbejdsområde også dækker andre dele af New York.
- Sergeant Purley Stebbins — Cramers assistent.
- Lieutenant George Rowcliff — ubehagelig kriminalassistent (som har det med at stamme, når han bliver drillet af Goodwin)
- Hombert — i nogle af romanerne er han New Yorks politimester[27][note 10]
- Skinner — Statsanklager for New York (Manhattan)
- Mandelbaum (eller Mandel) — Vice statsanklager for Manhattan.
- Cleveland Archer — Westchester County's distriktsanklager
- Ben Dykes — lederen af Westchester County's detektiver
- Con Noonan — kriminalassistent i staten New Yorks politi. Han kan ikke lide Wolfe og Goodwin og ville spærre dem inde ved den mindste anledning (se novellen "Door To Death").

### Venner
- Lon Cohen — fra New York Gazette, Archies kilde til seneste nyt om kriminalitet. Archie beder ofte Lon om at gennemføre en baggrundsundersøgelse af aktuelle eller mulige klienter. Lon er også en af dem som Archie spiller poker med.
- Lily Rowan — arving og offentlig person, som ofte optræder som Archies romantiske ledsager, selv om både Lily og Archie er særdeles uafhængige og ikke har til hensigt at blive forlovede eller gift. Lily blev introduceret i Some Buried Caesar, optræder i adskillige historier og hjælper til i nogle sager.
- Marko Vukčić — en montenegrinsk landsmand, som Wolfe har kendt siden barnsben, måske er de endda i familie, da "vuk" betyder "wolf". Marko ejer den fine Rusterman's Restaurant på Manhattan. Da Marko bliver myrdet i The Black Mountain, arver Wolfe Rusterman's og driver restauranten som kurator i adskillige år.
- Lewis Hewitt — velbeslået orkideavler, og en som Wolfe gjorde en tjeneste (som berettet i "Black Orchids"). Under et forlænget fravær (som fortalt i romanen) In the Best Families, sender Wolfe sine orkideer til Hewitt for at blive passet, mens Marko styrer Wolfes forretninger. Wolfe beder undertiden Hewitt om professionelle tjenester (som i The Doorbell Rang).
- Nathaniel Parker — Wolfes advokat (eller af og til advokat for en klient på anbefaling fra Wolfe) når det er nødvendigt med en advokat. Personens navn er udviklet fra "Henry H. Barber"; i Prisoner's Base (1952) er advokatens navn Nathaniel Parker, men i The Golden Spiders (1953) er det Henry Parker, og ændres så tilbage til Nathaniel Parker i resten af serien. Parker er en gammel ven, og deler nogle af Wolfes evner, f.eks. taler Parker fransk med Wolfe i historien "Immune to Murder."
- Doctor Vollmer — en læge som er Wolfes nabo og ven. Wolfe tilkalder Vollmer når der opdages et lig (hvilket sker ofte). I romanen The Silent Speaker, opfinder Vollmer en lidelse, som er så alvorlig, at Wolfe ikke kan modtage besøg af nogen som hest. Vollmers motivation, bortset fra deres venskab, er at Wolfe hjalp ham af med en afpresser for nogle år siden.
- Carla Lovchen — Wolfes adopterede datter, som kun optræder i to historier, Over My Dead Body og The Black Mountain. [note 11]

### Andre partnere
- Bill Gore — freelance detektiv, som lejlighedsvis indkaldes når Wolfe har brug for yderligere bistand i marken.
- Johnny Keems — freelance detektiv, som lejlighedsvis indkaldes af Wolfe. Han optræder sidste gang i romanen Might as Well Be Dead.
- Theodolinda (Dol) Bonner og Sally Corbett (alias Sally Colt [note 12]) — kvindelige detektiver som Wolfe anvender efter behov. De spiller også en stor rolle i romanen Too Many Detectives. Dol Bonner er den vigtigste person i romanen The Hand in the Glove, som er et tidligt eksempel på en kvindelig privatdetektiv som hovedperson i en krimi. Dol Bonner og hendes detektiver optræder i nogle få Wolfe mysterier på steder hvor kvindelige detektiver behøves, så som The Mother Hunt[note 13]
- Del Bascom — uafhængig detektiv, som driver et stort konventionelt detektiv bureau på Manhattan. Det hænder at Wolfe uddelegerer til Bascom når han har brug for mange mænd (som i The Silent Speaker).
- Herb Aronson og Al Goller — venlige taxichauffører, som stiller sig til rådighed for Archie til mobile overvågningsjobs.

### Nero Wolfe bøger af Rex Stout
Rex Stouts bøger om Nero Wolfe er opremset nedenfor efter udgivelsesår.
| Udgivelsesår | Titel på amerikansk          | Titel på dansk           | Dansk udgivelsesår |
| ------------ | ---------------------------- | ------------------------ | ------------------ |
| 1934         | Fer-de-Lance                 | Et slag i luften         | 1971               |
| 1935         | The League of Frightened Men | De rædde mænds liga      | 1945               |
| 1936         | The Rubber Band              |                          |                    |
| 1937         | The Red Box                  | Den røde æske            | 1944               |
| 1938         | Too Many Cooks               | For mange kokke          | 1945               |
| 1939         | Some Buried Caesar           | Var det Cæsar            | 1945               |
| 1940         | Over My Dead Body            |                          |                    |
| 1940         | Where There's a Will         |                          |                    |
| 1942         | Black Orchids                |                          |                    |
| 1944         | Not Quite Dead Enough        |                          |                    |
| 1946         | The Silent Speaker           |                          |                    |
| 1947         | Too Many Women               | For mange kvinder        | 1972               |
| 1948         | And Be a Villain             |                          |                    |
| 1949         | Trouble in Triplicate        |                          |                    |
| 1949         | The Second Confession        |                          |                    |
| 1950         | Three Doors to Death         |                          |                    |
| 1950         | In the Best Families         | I de bedste familier ... | 1964               |
| 1951         | Curtains for Three           |                          |                    |
| 1951         | Murder by the Book           |                          |                    |
| 1952         | Triple Jeopardy              |                          |                    |
| 1952         | Prisoner's Base              |                          |                    |
| 1953         | The Golden Spiders           |                          |                    |
| 1954         | Three Men Out                |                          |                    |
| 1954         | The Black Mountain           |                          |                    |
| 1955         | Before Midnight              |                          |                    |
| 1956         | Three Witnesses              |                          |                    |
| 1956         | Might as Well Be Dead        |                          |                    |
| 1957         | Three for the Chair          |                          |                    |
| 1957         | If Death Ever Slept          |                          |                    |
| 1958         | And Four to Go               |                          |                    |
| 1958         | Champagne for One            | Champagne for en         | 1961               |
| 1959         | Plot It Yourself             |                          |                    |
| 1960         | Three at Wolfe's Door        |                          |                    |
| 1960         | Too Many Clients             | Alt for mange klienter   | 1963               |
| 1961         | The Final Deduction          | Sorte Penge              | 1971               |
| 1962         | Homicide Trinity             |                          |                    |
| 1962         | Gambit                       |                          |                    |
| 1963         | The Mother Hunt              | Tæl på knapperne         | 1965               |
| 1964         | Trio for Blunt Instruments   |                          |                    |
| 1964         | A Right to Die               |                          |                    |
| 1965         | The Doorbell Rang            | Det ringede på døren     | 1967               |
| 1966         | Death of a Doxy              | Usikker levevej          | 1971               |
| 1968         | The Father Hunt              | Jagten på en far         | 1971               |
| 1969         | Death of a Dude              |                          |                    |
| 1973         | Please Pass the Guilt        | Blodet ingen kunne se    | 1976               |
| 1975         | A Family Affair              | Ballade i familien       | 1976               |
| 1985         | Death Times Three (posthumt) |                          |                    |

### Nero Wolfe noveller af Rex Stout
Rex Stouts Nero Wolfe-noveller er listet nedenfor i den rækkefølge de først optrådte:
| Udgivelsesår | Titel på amerikansk             |
| ------------ | ------------------------------- |
| 1940         | Bitter End                      |
| 1941         | Black Orchids                   |
| 1942         | Cordially Invited to Meet Death |
| 1942         | Not Quite Dead Enough           |
| 1944         | Booby Trap                      |
| 1945         | Help Wanted, Male               |
| 1946         | Instead of Evidence             |
| 1947         | Before I Die                    |
| 1947         | Man Alive                       |
| 1948         | Bullet for One                  |
| 1948         | Omit Flowers                    |
| 1949         | Door to Death                   |
| 1949         | The Gun with Wings              |
| 1950         | Disguise for Murder             |
| 1951         | The Cop-Killer                  |
| 1951         | The Squirt and the Monkey       |
| 1952         | Home to Roost                   |
| 1952         | This Won't Kill You             |
| 1953         | Invitation to Murder            |
| 1953         | The Zero Clue                   |
| 1954         | When a Man Murders...           |
| 1954         | Die Like a Dog                  |
| 1955         | The Next Witness                |
| 1955         | Immune to Murder                |
| 1956         | A Window for Death              |
| 1956         | Too Many Detectives             |
| 1957         | Christmas Party                 |
| 1957         | Easter Parade                   |
| 1957         | Fourth of July Picnic           |
| 1958         | Murder Is No Joke               |
| 1960         | Method Three for Murder         |
| 1960         | Poison à la Carte               |
| 1960         | The Rodeo Murder                |
| 1961         | Counterfeit for Murder          |
| 1961         | Death of a Demon                |
| 1961         | Kill Now — Pay Later            |
| 1962         | Eeny Meeny Murder Mo            |
| 1963         | Blood Will Tell                 |
| 1964         | Murder Is Corny                 |
| 1985         | Assault on a Brownstone         |